# Француски и индијански рат
Француски и индијански рат (енгл. French and Indian War, 1754−1763) био је део седмогодишњег рата који је вођен између Велике Британије и Француске у колонијама у Северној Америци, при чему су обе стране биле подржане разним индијанским племенима. На почетку рата, француске колоније су имале популацију од отприлике 60.000 досељеника, у поређењу са 2 милиона у британским колонијама. Бројно надјачани Французи су били посебно зависни од домородаца.
Две године након француског и индијанског рата, 1756. Велика Британија је објавила рат Француској, започевши светски Седмогодишњи рат. Многи виде француски и индијански рат као само америчко поприште овог сукоба; међутим, у Сједињеним Државама на француски и индијански рат се гледа као на јединствен сукоб који није био повезан ни са једним европским ратом. Француски Канађани то зову guerre de la Conquête ('Освајачки рат').
Британске колонисте су у различитим временима подржавала племена Ирокези, Катава и Чероки, а француске колонисте су подржавала племена Вабанаки Конфедерације Абенаки и Микмаки, и Алгонквини, Ленапе, Оџибва, Отава, Шони и Вајандоти (Хјурон) племена. Борбе су се првенствено водиле дуж граница између Нове Француске и британских колонија, од провинције Вирџиније на југу до Њуфаундленда на северу. Рат је почео спором око контроле ушћа реке Алегени и реке Мононгахела зване Форкс Охаја, и локације француске тврђаве Дјукејн на локацији која је касније постала Питсбург, Пенсилванија. Спор је претворио у насиље у бици код Џумонвил Глена у мају 1754. године, током које су припадници милиције Вирџиније под командом 22-годишњег Џорџа Вашингтона напали из заседе француску патролу.
Године 1755, шест колонијалних гувернера се састало са генералом Едвардом Бредоком, новопридошлим командантом британске војске, и планирали су четворосмерни напад на Французе. Ниједан није успео, а главни Бредоков напор се показао као катастрофа; изгубио је битку код Мононгахела 9. јула 1755. и умро неколико дана касније. Британске операције нису успеле у пограничним областима провинције Пенсилваније и провинције Њујорк током 1755–57 због комбинације лошег управљања, унутрашњих подела, ефикасних канадских извиђача, француских регуларних снага и савезничких домородачких ратника. Британци су 1755. године заузели Форт Босежо на граници која је одвајала Нову Шкотску од Акадије, а убрзо након тога наредили су протеривање Акадијанаца (1755–64). Наредбе за депортацију издао је главнокомандујући Вилијам Ширли без упутства из Велике Британије. Акађани су протерани, што је обухватало оне који су заробљени и оне који су се заклели на верност краљу. Домороци су такође били протерани са земље да би се направило место за досељенике из Нове Енглеске.

## Рат
У седмогодињем рату сукобиле су се британске (13 колонија) и француске (Нова Француска) колоније у Северној Америци, подржане од војних јединица из метропола и индијанских савезника. На почетку рата, француске колоније имале су само 60.000 колониста, док су британске имале преко 2 милиона. Бројно слабији Французи нарочито су се ослањали на савезничке Индијанце.
Рат у Америци почео је 1754, 2 године пре избијања седмогодишњег рата, и док га европски историчари сматрају само америчким ратиштем седмогодишњег рата (1756—63), амерички историчари из САД сматрају га независним сукобом. Француски Канађани називају га Рат Освајања (фр. Guerre de la Conquête).
Током рата, британске колонисте подржавала су племена Ирокеза и Чирокија, а Французе племена Абенаки и Микмак (Вабанаки Конфедерација), Алгонкин, Оџибве, Ленапе, Отава, Шони и Вајандоти. Борбе су вођене углавном дуж границе између Нове Француске и британских колонија, од Вирџиније на југу до Њуфаундленда на северу. Сукоб је почео спором око контроле над ушћем река Алигени и Мононгахела (познато као Рачве Охаја), где се налазила француска тврђава Дукејн (енгл. Fort Duquesne) у Питсбургу, Пенсилванија. Спор је прерастао у насиље у бици код Жумонвила (енгл. Battle of Jumonville Glen) у мају 1754, када је милиција Вирџиније под командом 22-годишњег Џорџа Вашингтона напала француску патролу из заседе.
1755. гувернери шест британских колонија састали су се са генералом Едвардом Бредоком, новопридошлим заповедником британске војске, и испланирали напад на Французе са 4 стране. Ниједан није успео, и Бредоков главни напад на тврђаву Дукејн претворио се у пропаст: изгубио је битку на Мононгахели 9. јула 1755. и умро неколико дана касније. Британске операције на граници провинција Пенсилванија и Њујорк током 1755-57. нису успеле због комбинације лошег командовања, неслоге, ефикасности Канадских извиђача, француске војске и индијанских савезника. Током 1755. Британци су заузели тврђаву Бусежур (енгл. Fort Beauséjour) на граници Нове Шкотске и Аркадије (источни Квебек и приморске области Канаде), и организовали прогон Аркађана (1755—64): наредбе за исељавање француских колониста дао је врховни командант Виљем Ширли, без заповести из Велике Британије. Аркађани су истерани, подједнако они ухваћени под оружјем као и они који су се покорили и заклели на верност енглеском краљу. Индијанци су такође протерани како би направили место за досељенике из Нове Енглеске.
Након катастрофалне британске кампање из 1757. (која је за исход имала неуспешни поход на Луисбург и опсаду Форт Вилијам Хенрија, што је пратило индијанско мучење и масакрирање британских заробљеника), британска влада је поднела остаку. На власт је дошао Вилијам Пит и значајно је повећао британске војне ресурсе у колонијама у време када Француска није била вољна да ризикује велике конвоје у помоћ својим малим снагама у Новој Француској. Она је концентрисала своју војску против Пруске и њених савезника на европском бојишту. Између 1758. и 1760. британска војске је продрла у срце Нове Француске и заузела Монтреал у септембру 1760.
Исход рата је био један од најзначајнијих догађаја у веку англо-француских ратова. Француска је уступила Француску Луизијану источно од реке Мисисипи свом савезнику Шпанији као надокнаду за шпанску предају Флориде Британцима у замену за враћање Хаване. Француске колоније северно од Кариба су сведене на острва Сен Пјер и Микелон, што је потврдило положај Велике Британије као доминантне колонијалне силе у источној Северној Америци.